# Женский кинофестиваль
Женский кинофестиваль «Кин» (женщина) (или «Кинфест») — ежегодный международный женский кинофестиваль проходящий в столице Армении Ереване.

## История
Фестиваль был основан социологом Мариам Оганян и кинокритиком Нарине Джрбашян в 2004 году, тогда же и прошёл первый «Кинфест».
Традиционно фестиваль проходит в первых числах декабря, его главным отличием от других является то, что «Кинфест» является кинофестивалем режиссёров-женщин.
Фильмы режиссёров-мужчин включаются только во внеконкурсную программу гостевых показов. По словам одной из организаторов фестиваля Мариам Оганян: 
целью фестиваля «Кин» является переосмысление роли и места женщины в обществе посредством фильмов, а также «ознакомление с работами режиссёров-женщин из других стран»

## Номинации
- Лучший фильм[3]
- Лучший дебют[3]
- Специальный приз[3]